# Banibangou (Departement)
Banibangou ist ein Departement in der Region Tillabéri in Niger.

## Geographie
Das Departement liegt im Südwesten des Landes und grenzt an Mali. Es erstreckt sich über das Gebiet der gleichnamigen Landgemeinde Banibangou. Das Departement Banibangou bildet bei Wahlen zur Nationalversammlung einen von landesweit acht Sonderwahlkreisen. Während die regulären Wahlkreise, in denen jeweils eine bestimmte Anzahl an Abgeordneten gewählt wird, im Übrigen den acht Regionen Nigers entsprechen, wählen die Stimmberechtigten der Sonderwahlkreise jeweils einen eigenen Abgeordneten. Die Jagdzone von Banibangou ist eines der von der staatlichen Generaldirektion für Umwelt, Wasser und Forstwirtschaft festgelegten offiziellen Jagdreviere Nigers.

## Geschichte
Das Departement geht auf den Verwaltungsposten (poste administratif) von Banibangou zurück, der 1964 eingerichtet wurde. 2011 wurde der Verwaltungsposten aus dem Departement Ouallam herausgelöst und zum Departement Banibangou erhoben. Infolge des Konflikts in Nordmali verordnete die Regierung Nigers im März 2017 im Departement Banibangou und sechs weiteren Departements den Ausnahmezustand, der danach mehrmals verlängert wurde.

## Bevölkerung
Das Departement Banibangou hat gemäß der Volkszählung 2012 63.844 Einwohner. Von 2001 bis 2012 stieg die Einwohnerzahl jährlich durchschnittlich um 2,8 % (landesweit: 3,9 %).

## Verwaltung
An der Spitze des Departements steht ein Präfekt (französisch: préfet), der vom Ministerrat auf Vorschlag des Innenministers ernannt wird.
| Amtszeit                      | Name                                                                  |
| ----------------------------- | --------------------------------------------------------------------- |
| 29. Feb. 2012 – 4. Dez. 2013  | Mahamadou Maliki (alias Mamadou Maliki)                               |
| 4. Dez. 2013 – 20. Dez. 2013  | Saidou Sadikou                                                        |
| 20. Dez. 2013 – 29. Jul. 2016 | Mahamadou Maliki (alias Mamadou Maliki)                               |
| 29. Jul. 2016 – 23. Mär. 2017 | Ibrahim Malik (alias Ibrahim Kemil)                                   |
| 23. Mär. 2017 – 13. Mär. 2020 | Amadou Hamidou (alias Amadou Amidou, Amadou Hamadou, Hamadou Hamidou) |
| 13. Mär. 2020 – 8. Nov. 2021  | Boureima Seyni                                                        |
| 8. Nov. 2021 – 24. Aug. 2023  | Mogaze Mohamed                                                        |
| seit 24. Aug. 2023            | Hamadou Hassane Koumbeye                                              |